# Anisogaster kabateki
Anisogaster kabateki är en skalbaggsart som beskrevs av Karl Adlbauer 2005. Anisogaster kabateki ingår i släktet Anisogaster och familjen långhorningar. Inga underarter finns listade i Catalogue of Life.